# Velloziaceae

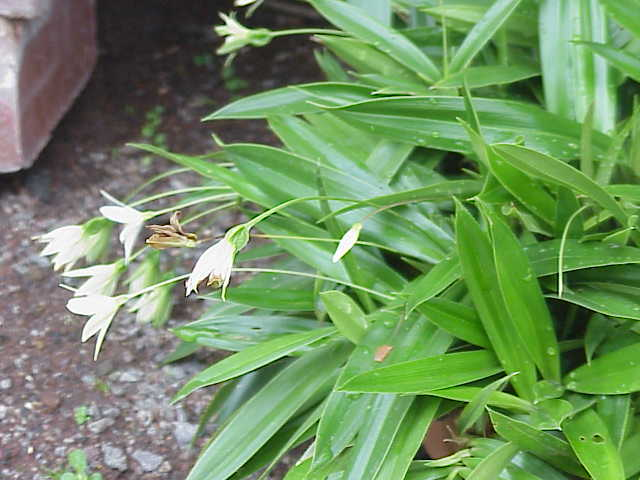
Talbotia elegans, Habitus und Blüten von der Seite, deutlich sichtbar ist der unterständige Fruchtknoten

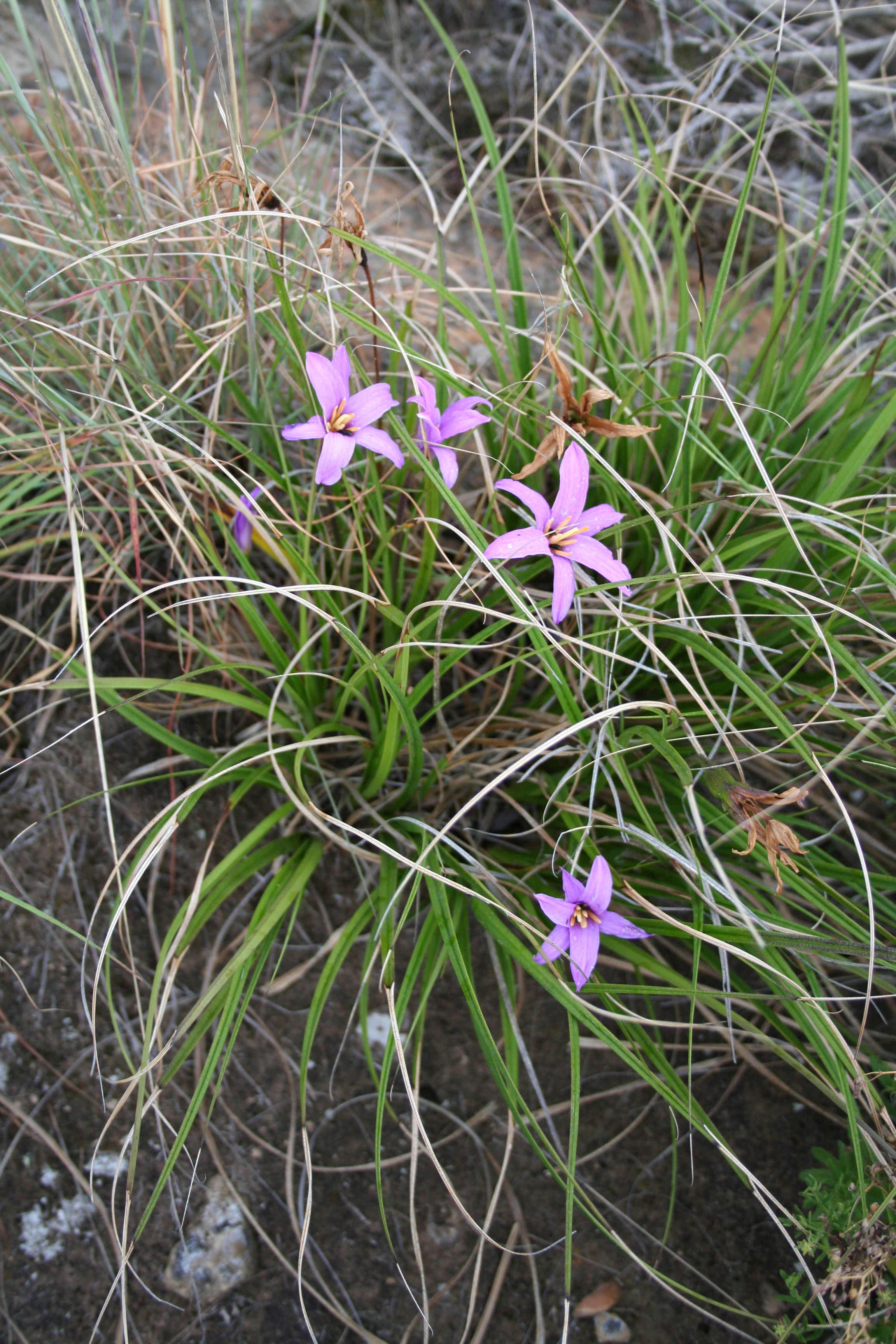
Xerophyta viscosa

Die Velloziaceae sind eine Pflanzenfamilie in der Ordnung der Schraubenbaumartigen (Pandanales). Die etwa zehn Gattungen mit etwa 250 Arten sind in den Tropen und Subtropen verbreitet, mit einem Zentrum der Artenvielfalt in Südamerika.

## Beschreibung
Die Arten der Familie sind ausdauernde baumartige oder krautige Pflanzen. Wie alle Monokotyledonen haben sie kein sekundäres Dickenwachstum. Die wechselständig und spiralig angeordneten Laubblätter sind einfach. Sie sind mehr oder weniger xerophytisch. Der Blattrand ist glatt oder (stachlig) gezähnt.
Die Blüten stehen einzeln oder zu wenigen in Blütenständen zusammen. Die zwittrigen Blüten sind radiärsymmetrisch und dreizählig. Die sechs gleichgestalteten Blütenhüllblätter (Perigon) sind frei oder verwachsen. Pro Blüte gibt es 6 bis 66 Staubblätter vorhanden. Die drei Fruchtblätter sind zu einem unterständigen, synkarpen Fruchtknoten verwachsen. Es sind ein oder zwei Griffel vorhanden; wenn es einer ist dann kann der bis oben hin oder unterschiedlich weit verwachsen sein. 
Sie bilden Kapselfrüchte. Die Samen enthalten Stärke.

## Systematik und Verbreitung
Diese Familie mit einer Gondwana-Verbreitung kommt im paleotropischen und neotropischen Florenreich von den Subtropen bis zu den Tropen vor. Ihr disjunktes Areal umfasst das tropische Südamerika, Afrika, Arabien und Madagaskar. Nur jeweils eine Art kommt in China (Acanthochlamys bracteata), im Jemen sowie Saudi-Arabien (Xerophyta arabica) und etwa 30 Arten kommen in Afrika sowie Madagaskar vor. Alle anderen Arten kommen in Südamerika vor, wobei nur eine davon (Vellozia tubiflora) bis Mittelamerika (Panama) reicht.
Die Familie der Velloziaceae wird in zwei Unterfamilien und zehn Gattungen mit etwa 240 Arten gegliedert:
- Unterfamilie Vellozioideae  N.L.Menezes: Sie enthält etwa neun Gattungen[1] mit etwa 239 Arten:
  - Aylthonia N.L.Menezes: Sie werden von manchen Autoren zu Barbacenia gestellt.[2]
  - Barbacenia Vand.: Die etwa 110 Arten sind hauptsächlich in Brasilien (überwiegend im Zentrum und Osten) und  nur Barbacenia celiae ist auch in Venezuela verbreitet.[2]
  - Barbaceniopsis L.B.Sm.: Die etwa vier Arten kommen im nordwestlichen Argentinien, Bolivien und Peru vor.[2]
  - Burlemarxia N.L.Menezes & Semir: Sie werden von manchen Autoren zu Barbacenia gestellt.[2] Sie enthält nur drei Arten, die in Brasilien vorkommen.[2]
  - Nanuza L.B.Sm. & Ayensu: Die etwa drei Arten kommen im östlichen Brasilien vor.[2]
  - Pleurostima Raf.: Die etwa 12 Arten sind im tropischen Südamerika verbreitet. Sie werden auch von manchen Autoren zu Barbacenia gestellt.[2]
  - Talbotia Balf. (Syn.: TalbotiopsisL.B.Sm.): Die Gattung wird von manchen Autoren zu Xerophyta gestellt.[2] Sie enthält nur eine Art:
    - Talbotia elegans Balf. (Syn.: Xerophyta elegans (Balf.) Baker): Sie kommt nur in den südafrikanischen Provinzen KwaZulu-Natal sowie Transvaal vor.[2]

  - Vellozia Vand.: Die etwa 132 Arten in sind in Bolivien, Brasilien (hauptsächlich im Zentrum und Osten), Kolumbien, Guyana, Venezuela und Panama weitverbreitet.[2]
  - Xerophyta Juss.: Die etwa 57 Arten sind im tropischen und südlichen Afrika, in Madagaskar (drei Arten kommen nur dort vor) und auf der Arabischen Halbinsel verbreitet.[2]
- Unterfamilie Acanthochlamydoideae (Syn.: Acanthochlamydaceae): Sie enthält nur eine monotypische Gattung:
  - Acanthochlamys P.C.Kao: Sie enthält nur eine Art:
    - Acanthochlamys bracteata P.C.Kao: Sie gedeiht in Höhenlagen zwischen 2700 und 3500 Metern nur in der chinesischen Provinz westliches Sichuan sowie im östlichen Teil des autonomen Gebietes Tibet.[2]

## Illustrationen
Vellozia-Arten:

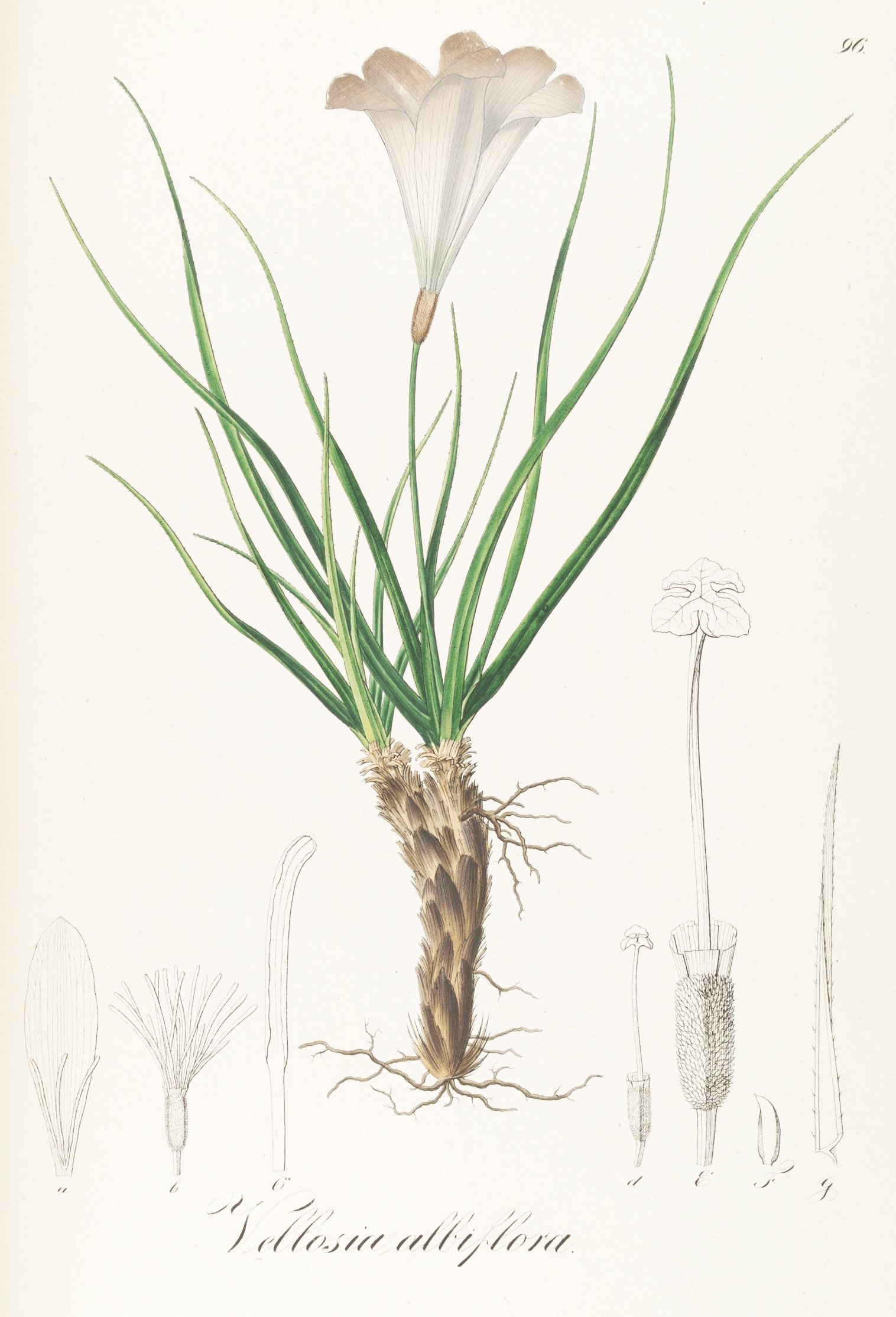
Vellozia albiflora
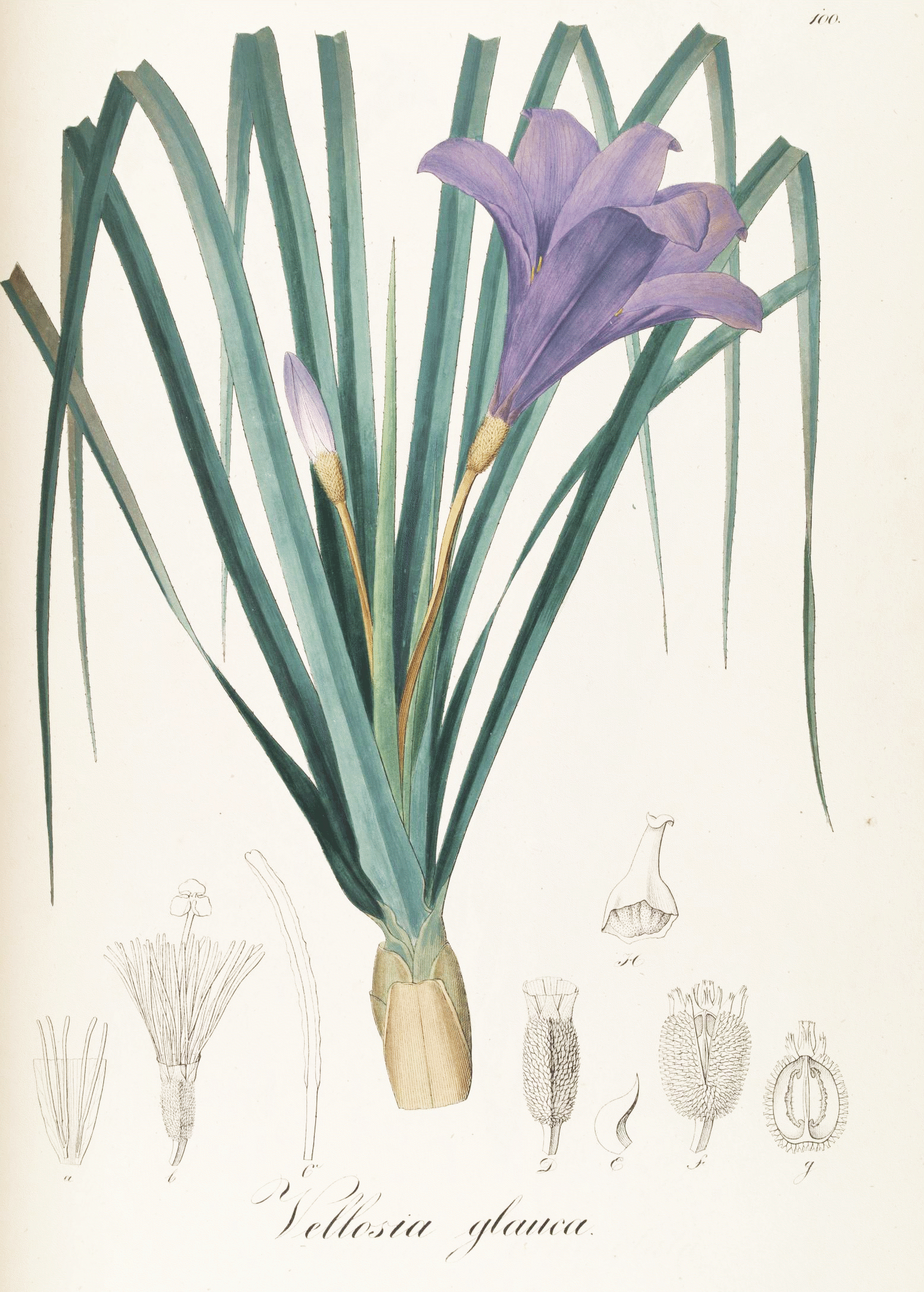
Vellozia glauca
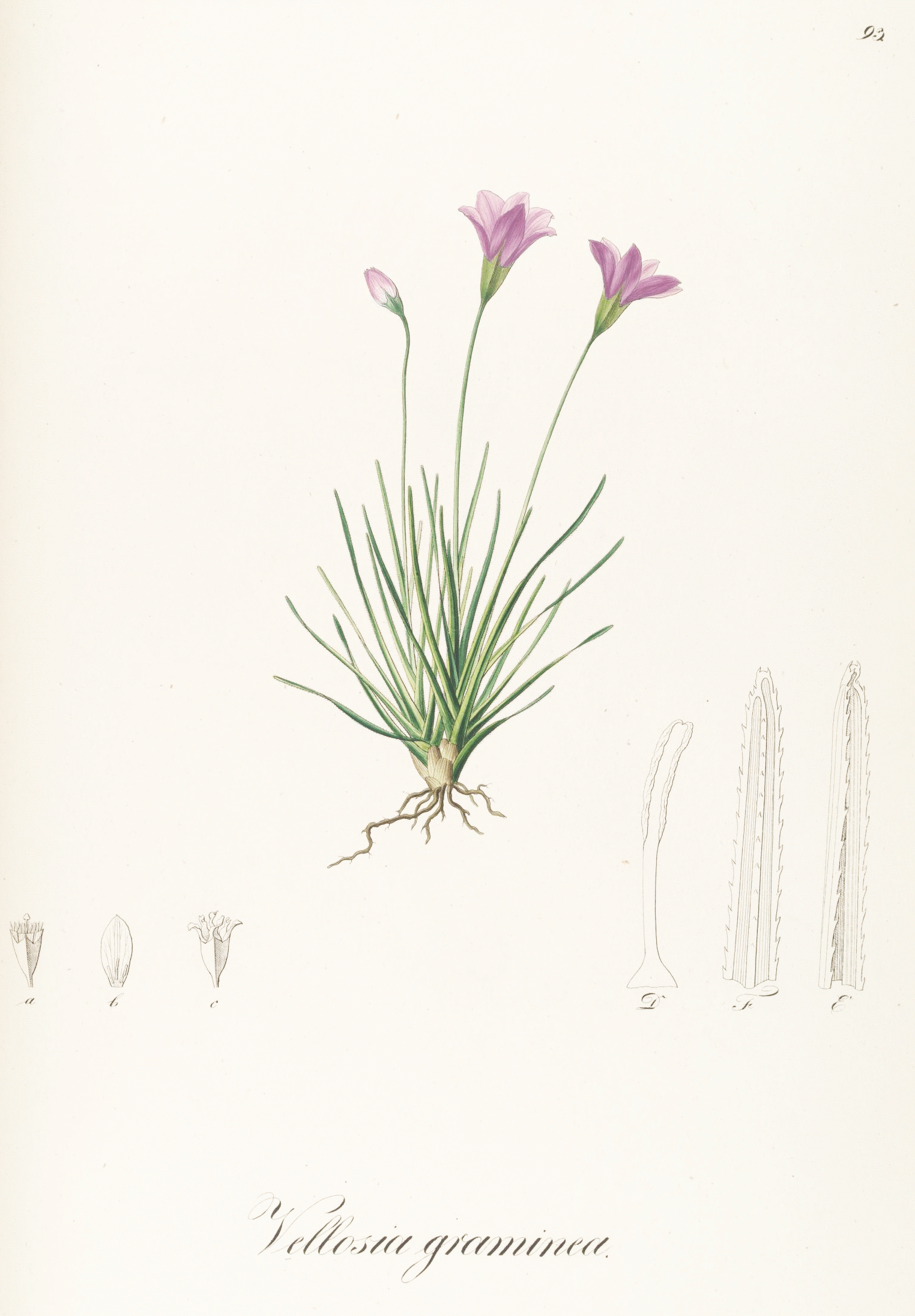
Vellozia graminea
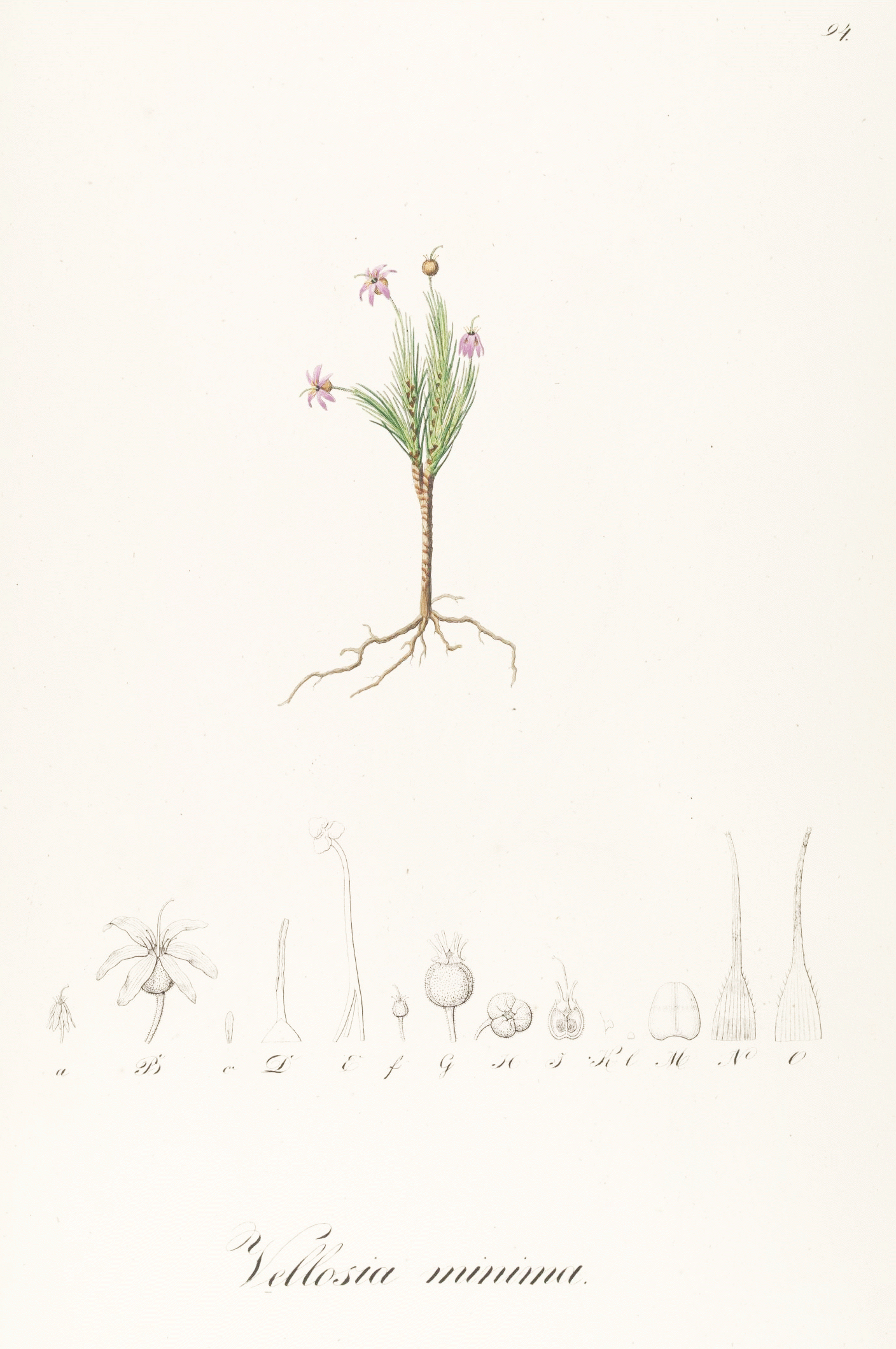
Vellozia minima
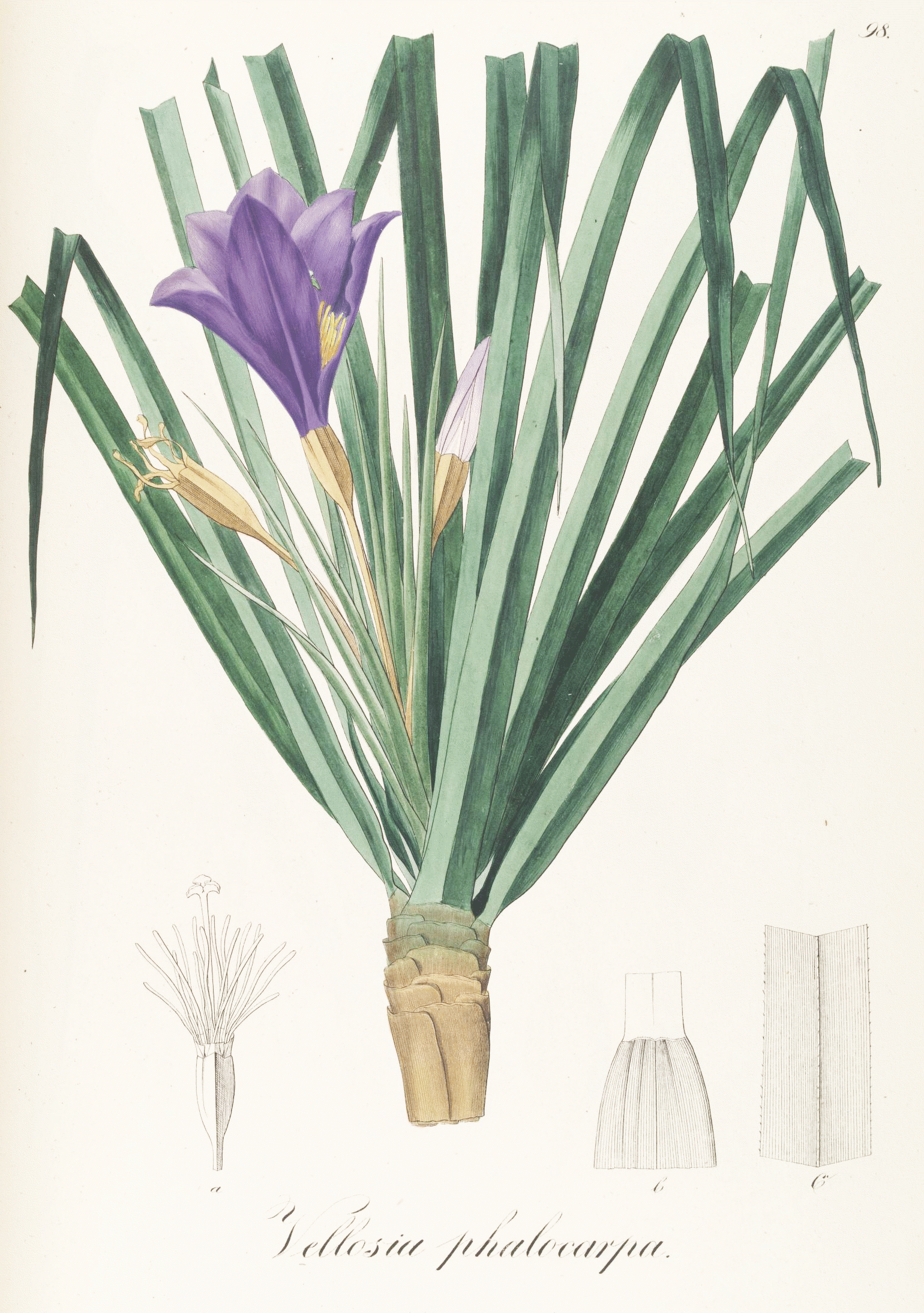
Vellozia phalocarpa
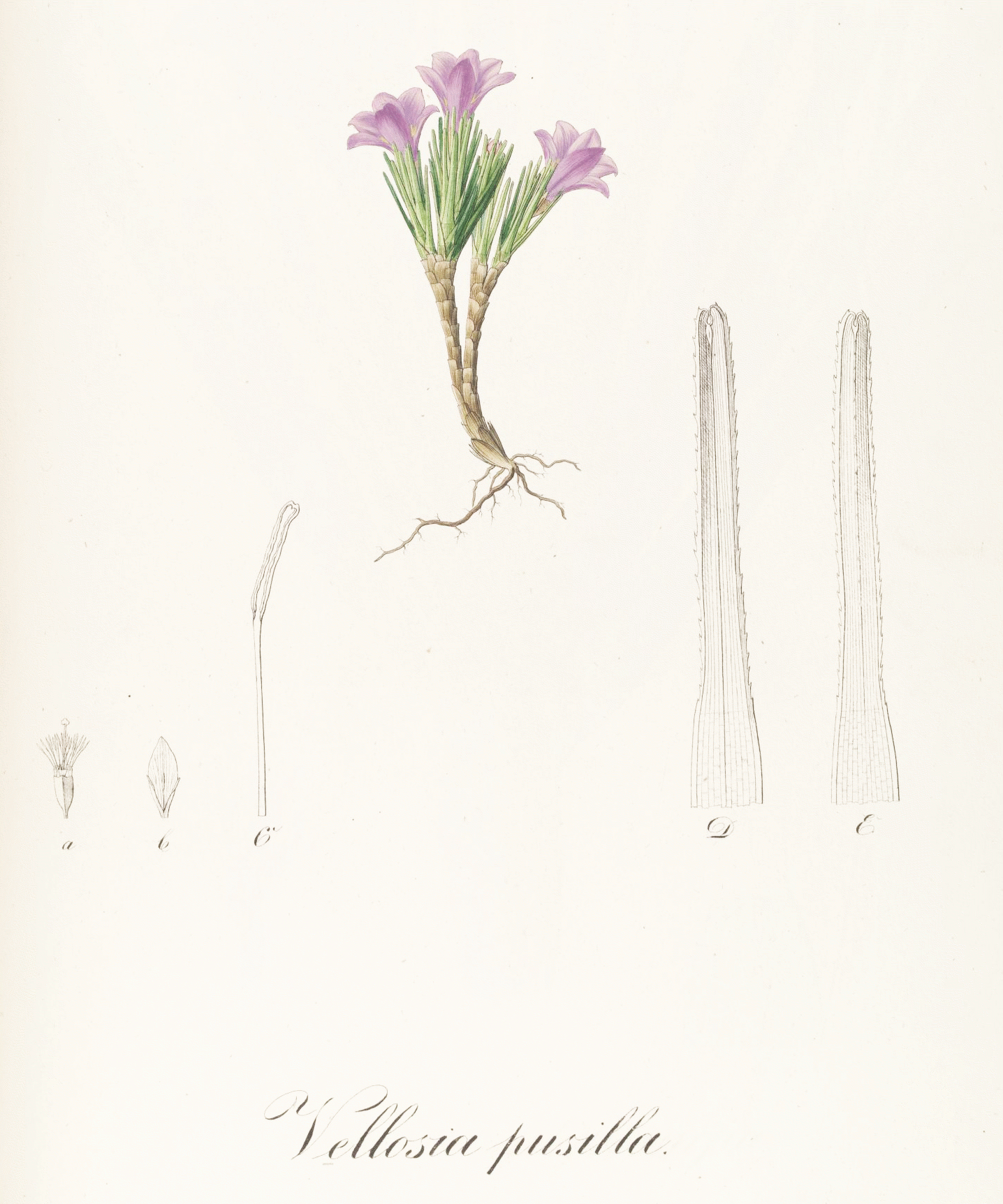
Vellozia pusilla
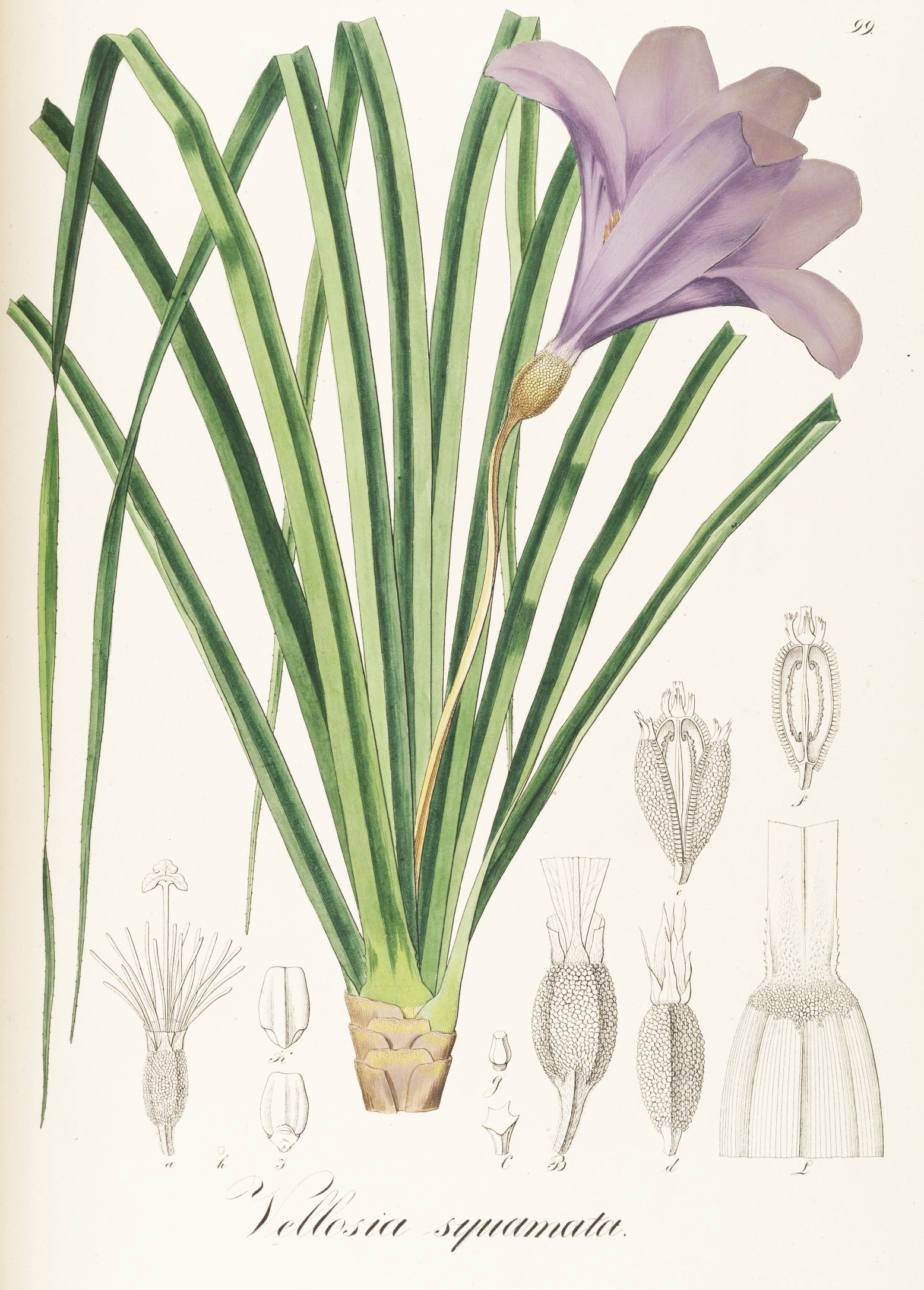
Vellozia squamata
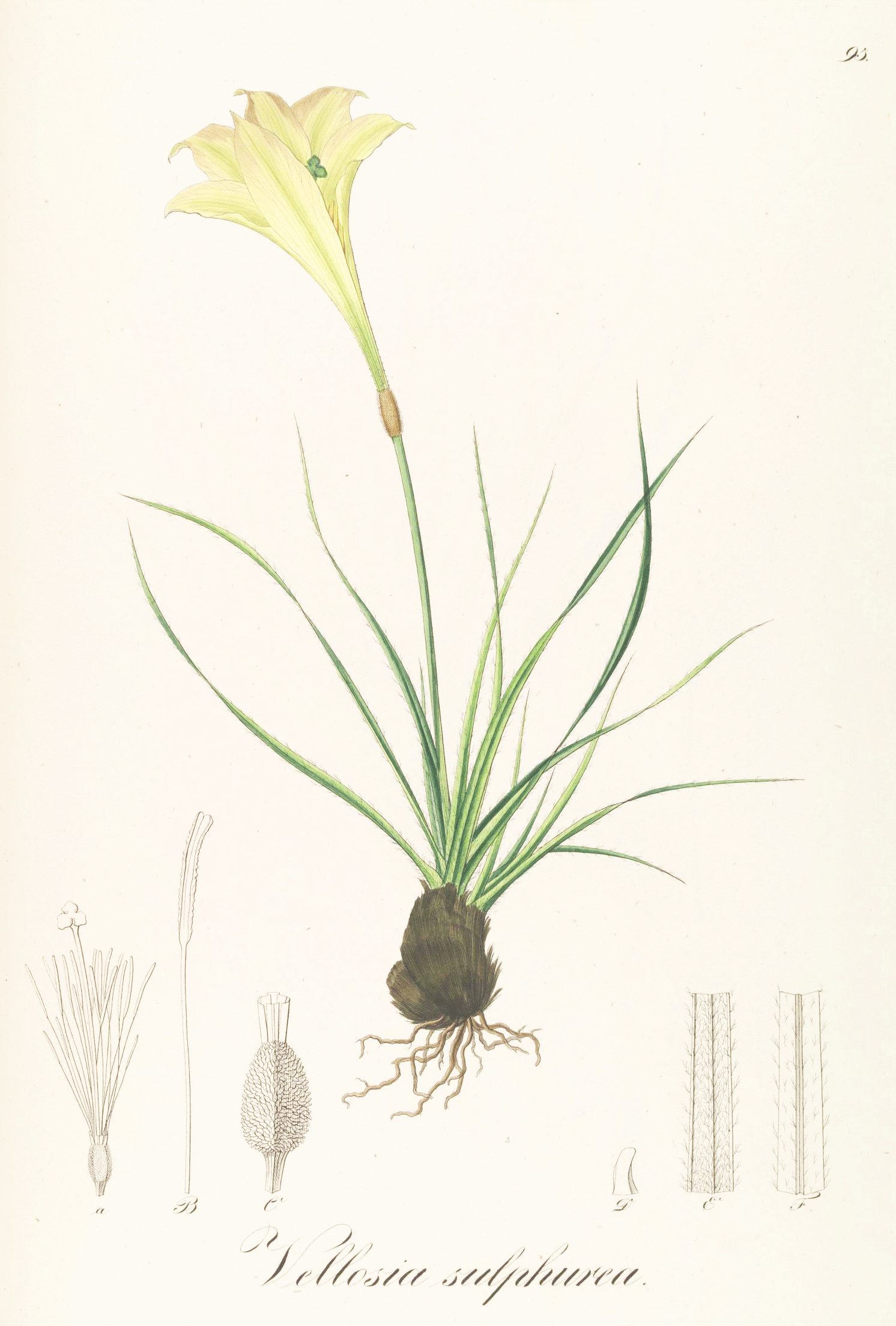
Vellozia sulphurea